# Okrajno sodišče v Kranju
Okrajno sodišče v Kranju je okrajno sodišče Republike Slovenije s sedežem v Kranju, ki spada pod Okrožno sodišče v Kranju Višjega sodišča v Ljubljani.